# Седерчепингский процесс
Седерчепингский процесс (англ. Söderköping Process) — международная инициатива, созданная с целью приграничного сотрудничества в связи с расширением Евросоюза на восток, а также для развития диалога по вопросам убежища и иррегулярной миграции в государствах к востоку от границы Евросоюза.
Созданная в 2001 году в шведском городе Сёдерчёпинг, откуда и происходит название инициативы. В первой встрече приняли участие чиновники из Беларуси, Литвы, Польши и Украины, а также представители правительства Швеции, Управление верховного комиссара ООН по делам беженцев, Европейской комиссии и Международной организации по миграции .
После присоединения к инициативе Швеция занималась её финансированием. Секретариат расположен в Киеве (Украина).
Последняя встреча на высоком уровне состоялась 8 декабря 2011 года в Стокгольме . На заседании было решено инкорпорировать инициативу в широкую программу Евросоюза «Восточное партнерство».

## Государства-участники
Инициатива состоит из 14 стран:
- Азербайджан
- Армения
- Беларусь
- Венгрия
- Грузия
- Латвия
- Литва
- Молдова
- Польша
- Румыния
- Словакия
- Украина
- Швеция
- Эстония

## Представительства в инициативе
С белорусской стороны участвуют такие государственные институты:
- Министерство внутренних дел Республики Беларусь
- Департамент гражданства и миграции МВД Республики Беларусь
- Государственный пограничный комитет Республики Беларусь[4]

Негосударственные организации:
- Белорусский движение медицинских работников
- Минская городская коллегия адвокатов[5]